# Hadrocytheridea
Hadrocytheridea is een geslacht van uitgestorven kreeftachtigen uit de klasse van de Ostracoda (mosselkreeftjes).

## Soorten
- Hadrocytheridea ignobilis (Jones & Sherborn, 1888) Bate, 1969 †
- Hadrocytheridea pentagonalis (Jones & Sherborn, 1888) Bate, 1969 †
- Hadrocytheridea puteolata (Jones & Sherborn, 1888) Bate, 1969 †